# 14189 Sèvre
14189 Sèvre là một tiểu hành tinh vành đai chính với chu kỳ quỹ đạo là 1644.7418016 ngày (4.50 năm).
Nó được phát hiện ngày 15 tháng 12 năm 1998.